# Edvard Emil Meyer
Edvard Emil Meyer (11. října 1803 – 21. září 1879, Kodaň) byl dánský obchodník a inspektor jižního Grónska.

## Životopis
Původ Edvarda Emila Meyera není znám. V roce 1827 byl jmenován asistentem v Sisimiutu. V letech 1829–1830 byl dočasným správcem kolonie v Nuuku. Poté byl jeden rok asistentem v Maniitsoqu. Během ročního pobytu v Dánsku se v roce 1832 v Kodani oženil s Adamine Spliidovou (1814–1903). V letech 1832 až 1833 byl opět koloniálním správcem v Nuuku a poté čtyři roky v Sisimiutu. Po dvouletém pobytu v Dánsku byl v roce 1839 jmenován koloniálním správcem v Paamiutu, ale v témže roce ještě zastupoval Carla Petera Holbølla ve funkci inspektora Jižního Grónska, takže tuto funkci mohl přijmout až v roce 1840. V letech 1845 až 1846 byl opět v Dánsku. V letech 1850–1851 zastupoval Holbølla podruhé. V roce 1852 se vrátil do Dánska a ihned poté odešel na odpočinek. Zemřel v Kodani ve věku 75 let.